# Либеральная партия (Португалия)
Либеральная партия (порт. Partido Liberal) — португальская крайне правая политическая партия, действовавшая в мае — сентябре 1974 года. Объединяла интегралистов, националистов, монархистов, а также сторонников свергнутого салазаристского режима. Стояла на позициях жёсткого антикоммунизма, выступала против компартии, левого крыла Движения вооружённых сил и правительства Вашку Гонсалвиша. Запрещена властями после сентябрьского кризиса. Деятели партии сыграли видную роль в ультраправом подполье периода Жаркого лета.

## «Либералы без либерализма»
Португальская Революция гвоздик 25 апреля 1974 года свергла салазаристский режим Нового государства. При этом в революции сразу обозначился леворадикальный крен с сильным влиянием Португальской компартии. В ответ началась консолидация правых и ультраправых сил.
Либеральная партия (Partido Liberal, PL), учреждённая 28 мая 1974, впервые в португальской политической истории ввела в своё название термин «либерализм». Однако идеология и политика партии названию не соответствовала. В PL объединились сторонники свергнутого режима и его критики справа — монархисты, радикальные интегралисты, национал-синдикалисты. Инициаторами выступили правые радикалы из организации Монархическая конвергенция, которых не устроила умеренная позиция Народной монархической партии.
Лидирующие позиции в PL заняли подполковник авиации Антониу Луиш Маркеш ди Фигейреду, архитектор Жозе Алмейда Араужу и капитан парашютного спецназа Франсишку ди Браганса ван Уден (представитель Дома Браганса, правнук короля Португалии Мигела I). Маркеш ди Фигейреду являлся публичным лицом и финансистом партии, Алмейда Араужу — политическим стратегом и организатором, Браганса ван Уден взялся за формирование партийной силовой структуры.

## Идеология и политика
Официальные программные установки Либеральной партии фиксировались на социальной тематике, прежде всего государственной поддержке семьи. На первое место ставились лозунги свободы, но скорее в понимании ВАКЛ, нежели классического либерализма. Лозунги восстановления монархии формально провозглашались, но не играли значительной роли.
Конкретное политическое заявление появилось 27 июля 1974 в виде публикации Алмейды Араужу в газете Expresso под заголовком Não somos todos camaradas somos todos portugueses — Не все мы товарищи, все мы португальцы. Статья была выдержана в жёсткой антикоммунистической тональности. Первое публичное собрание партии состоялось 15 августа 1974 в лиссабонском городском театре Сан-Луиш. Радикальный антикоммунизм PL привлёк заинтересованные симпатии правых кругов, особенно промышленников.
Либеральная партия принадлежала к той части политического спектра, которая с первых недель революции противостояла коммунистам и леворадикалам. К этой категории относились также Португальское федералистское движение (MFP/PP — лузитанские интегралисты), Португальское народное движение (MPP — католические националисты), Движение португальского действия (MAP — интегралисты, неофашисты), Португальское националистическое движение (MNP — крайние националисты, неофашисты), Португальская националистическая партия (PNP — бывшие легионеры). К ним примыкала Португальская рабочая демократическая партия (PTDP — правые социал-демократы). Эти структуры достаточно серьёзно различались по своим доктринам и целям, но объединялись в текущих политических задачах. Все они так или иначе ориентировались на генерала Спинолу. PL занимала в этой среде нишу правого радикализма (наряду с MAP, MNP, PNP). Противники PL характеризовали партию как «фашистскую и глубоко антимарксистскую».
В начале июля 1974 года партия поддерживала план премьера Палма Карлуша, направленный против компартии и левого крыла Движения вооружённых сил. 10 июля 1974 PL, MFP/PP, MPP и PTDP направили обращение к президенту Спиноле с призывом активно противодействовать политической экспансии коммунистов и леворадикалов — прежде всего прорвать информационную блокаду в СМИ. Вместе с федералистами PL учредила Фонд распространения политических, социальных и экономических знаний — организационно-пропагандистскую структуру правых сил. 27 августа 1974 Либеральная партия, Партия прогресса и Португальская демократическая рабочая партия создали Объединённый демократический фронт — правую коалицию к выборам в Учредительное собрание 1975 года. PL издавала газету Tempo Novo (Новое время).
В сентябре 1974 года PL активно поддержала движение «молчаливого большинства» в поддержку Спинолы, против коммунистов и левых радикалов. После подавления этих выступлений партия была запрещена. Алмейда Араужу и Браганса ван Уден скрылись во франкистской Испании.

## От партии к «армии»
6 января 1975 года бывший заместитель директора ПИДЕ Барбьери Кардозу создал в Мадриде ультраправую военизированную организацию Армия освобождения Португалии (ELP). Эта структура повела подпольную вооружённую борьбу против компартии и правительства Вашку Гонсалвиша.
Видные деятели запрещённой Либеральной партии присоединились к ELP. Алмейда Араужу и Браганса ван Уден стали ближайшими соратниками Кардозу — первый курировал в ELP политический центр, второй — оперативно-боевую структуру. ELP являлась одной из ведущих антикоммунистических организаций Жаркого лета 1975 года.

## Символика
Эмблемой либеральной партии являлся голубь над пшеничным колосом на зелёном фоне с красной аббревиатурой PL. Девиз формулировался в словах Paz - Justiça Social - Liberdade - Progresso (Мир — Социальная справедливость — Свобода — Прогресс). 